# The Locals
The Locals é um filme de suspense neozelandês, dirigido por Greg Page. Lançado em 2003, foi protagonizado por Kate Elliott.

## Elenco
- Kate Elliott - Kelly
- Dwayne Cameron - Paul
- Paul Glover - Martin
- John Barker - Grant
- Aidee Walker - Lisa